# Фара-Вичентино
Фара-Вичентино (итал. Fara Vicentino) — коммуна в Италии, располагается в провинции Виченца области Венеция.
Население составляет 3810 человек, плотность населения составляет 254 чел./км². Занимает площадь 15 км². Почтовый индекс — 36030. Телефонный код — 0445.
Покровителем населённого пункта считается святой апостол Варфоломей. Праздник ежегодно празднуется 24 августа.